# Maria Carolina Sobieska
Maria Carolina Sobieska, também conhecida como Maria Carlota (em polonês/polaco:  Maria Karolina Sobieska; 25 de novembro de 1697 – 8 de maio de 1740), foi uma princesa polaca, filha de Jaime Luís Sobieski, e neta do rei João III Sobieski da Polônia.
Por casamento, foi Princesa de Turenne e Duquesa de Bulhão  sendo conhecida por Charlotte. Foi a última representante da Casa Sobieski.

## Biografia
Era filha de Jaime Luís Sobieski e de sua mulher Edviges Isabel de Neuburgo, de quem era a terceira filha. A sua irmã mais nova, Maria Clementina, casara com o pretendente Jacobita ao trono Inglês e escocês, Carlos Eduardo Stuart.
Os seus primos paternos (filhos de sua tia Teresa Cunegunda Sobieska) incluíam Carlos VII, Sacro Imperador Romano-Germânico e Clemente Augusto da Baviera, Arcebispo-Eleitor de Colónia. Os seus primos maternos, incluíam a conhecida Isabel Farnésio, o rei João V de Portugal, e a sua consorte Maria Ana de Áustria, Rainha de Portugal.
A sua infância foi passada na Silésia. A sua mão foi pedida por muitos aristocratas, nomeadamente António Ferrante Gonzaga, Duque de Guastalla, rejeitado devido aos problemas mentais do duque.
Viajou até Neuburgo, local de nascimento de sua mãe, onde iniciou um romance com o príncipe Michał Kazimierz "Rybeńko" Radziwiłł, um futuro Grande Hetman do Grão Ducado da Lituânia. Ela queria casar-se com ele mas o seu pai não permitiu. Deprimida, Charlotte quis abandonar a corte e ingressar num convento mas Carlos VI, Sacro Imperador Romano-Germânico (outro primo direito), tomou a seu cargo arranjar-lhe um marido adequado.
O candidato encontrado foi Frederico Maurício Casimiro de La Tour de Auvérnia, filho de Emanuel Teodósio de La Tour de Auvérnia e de Maria Armanda Vitória de La Trémouille. O noivo era herdeiro do Ducado Soberano de Bulhão, governado há mais de um século pela Casa de La Tour de Auvérnia. Como herdeiro ele usava o título de príncipe de Turenne. Charlotte casou com Frederico Casimiro por procuração em 25 de agosto de 1723 em Neuss (hoje na Alemanha). O casal encontrou-se pela primeira vez em Estrasburgo em 20 de setembro tendo, então, casado presencialmente.

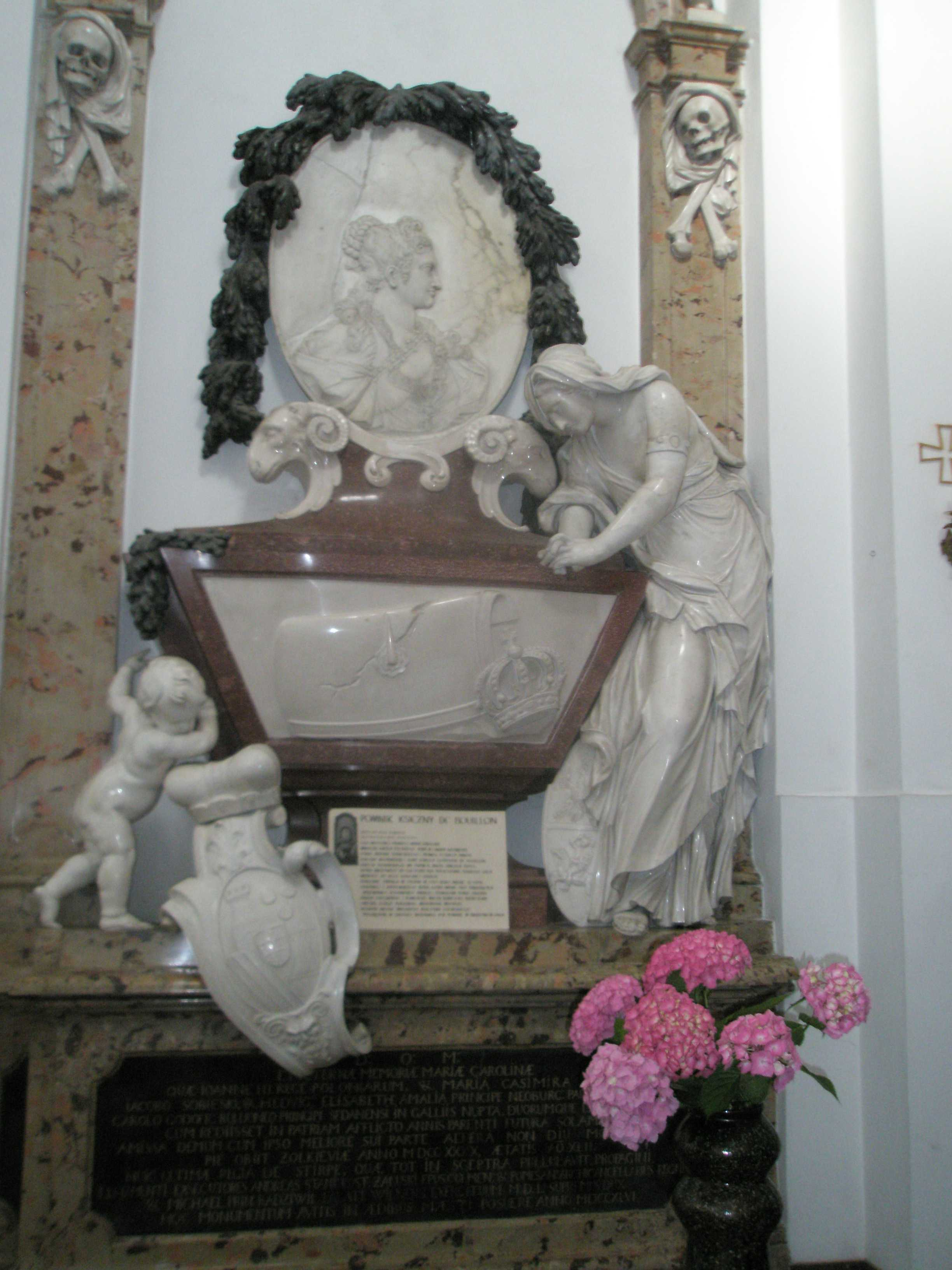
Pedra tumular de Charlotte na Igreja de S. Casimiro de Varsóvia (Kościół św. Kazimierza w Warszawie), esculpida por Lorenzo Mattielli.

Na corte francesa, os La Tour de Auvérnia eram classificados como Príncipes Estrangeiros, o que lhe dava direito a usar o tratamento de Alteza. Assim, antes de se tornar Duquesa de Bulhão, Charlotte era tratada como Sua Alteza, a Princesa de Turenne.
Frederico Maurício Casimiro morreu em Estrasburgo no dia 1 de outubro de 1723 deixando Charlotte viúva, tendo sido casada por 14 dias. Sete meses mais tarde, ela casou com o irmão mais novo do seu falecido marido, Carlos Godofredo que se tornara príncipe de Turenne e herdeiro de Bulhão. O casamento realizou-se a  2 de abril de 1724 em Paris. Deste casamento nasceram dois filhos: uma menina (Maria Luísa); e um rapaz (Godofredo) herdeiro do património do pai.
O casamento não foi feliz e o casal acabou por se divorciar. Charlotte mudou-se primeiro para a Silésia e, depois, para Żółkiew, no leste da Polónia (hoje na Ucrânia), onde ela passou os seus últimos anos tentando proteger o património do pai do qual se tornara herdeira em 1737. Com a morte de seu pai ela herdou o Ducado de Oława onde nascera.
Antes de falecer, designou o seu antigo amante, Michał Kazimierz "Rybeńko" Radziwiłł, como herdeiro. Parte da sua biblioteca foi doada e incluída na famosa Biblioteca Załuski (Biblioteka Załuskich), antecessora da atual Biblioteca Nacional da Polónia (Polska biblioteka narodowa w Warszawie).
Foi acusada de envenenar a famosa atriz Adrienne Lecouvreur, sua rival, embora viesse a ser provado que a atriz morrera de causas naturais.
Charlotte foi sepultada na Igreja de S, Casimiro de Varsóvia (Kościół św. Kazimierza w Warszawie). O seu coração foi embalsamado e colocado na igreja paroquial de Żółkiew. A sua pedra tumular foi desenhada em 1747 pelo seu anterior amante. Mostra uma fartura indicando a extinção da Família Sobieski da qual era foi a última representante.
O seu marido sobreviveu-lhe, vindo a falecer em 1771. O seu filho morreu em 1792 e a sua filha foi executada durante o período do Terror da Revolução Francesa.

## Descendência
Do seu segundo (e infeliz) casamento com o Duque Carlos Godofredo de La Tour de Auvérnia, teve dois filhos:
- Maria Luísa (Marie Louise) (15 de agosto de 1725–1793), que veio a casar com Jules Hercule Mériadec de Rohan, Príncipe de Guéméné, com geração; do seu romance com o seu primo direito,  Carlos Eduardo Stuart, teve um filho secreto;
- Godofredo Carlos (Godfroy Charles) (26 de janeiro de 1728–3 de dezembro de 1792) casou com Luísa Henriqueta Gabriela de Lorena, com geração.

## Título e tratamentos
- 25 de novembro de 1697 – 25 de agosto de 1723, Maria Karolina Sobieska
- 25 de agosto de 1723 – 1 de outubro de 1723, Sua Alteza a Princesa de Turenne
- 1 de outubro de 1723 – 2 de abril de 1724, Sua Alteza a Princesa viúva de Turenne
- 2 de abril de 1724 – 17 de abril de 1730, Sua Alteza a Princesa de Turenne
- 17 de abril de 1730 – 8 de maio de 1740, Sua Alteza a Duquesa de Bulhão